# ダブル・クラッチ (映画)
『ダブル・クラッチ』は、1978年（昭和53年）に松竹で制作・公開された映画作品である。
原作は五木寛之著の同名の短編小説である。（「オール讀物」1970年1月号所収）

## ストーリー
主人公・早田彰彦（郷ひろみ）は姉の真紀（松坂慶子）との2人暮らしであった。昼は鉄道の売店の売り子、夜はキャバレーで働くという過酷な生活であった。弟の彰彦はパチンコに明け暮れていた。
そんな折に高校の恩師・木島（地井武男）が現れた。木島は姉の真紀との恋愛関係があった。姉の勤めるキャバレーでチンピラに絡まれたことで彰彦は派手にそして必要以上に殴ってしまう。落胆した彰彦を木島は信州へとドライブに誘う。誘われて自分も車の運転をしてみたくなった彰彦は教習所へ通い出すが、乱暴な運転でなかなか検定を合格できない。木島のアドバイスなどの甲斐あって、検定をパスすることが出来た。あこがれのマイカー（スバル・レオーネ）も手にした彰彦は教習所で知り合った和子（森下愛子）を乗せる事とした。
しかし木島は妊娠中の真紀を甲府のガタガタな山道に乗せたことが原因で流産し、真紀自身も命を落としたと聞かされた彰彦は激怒、姉の命を奪った木島に対して逆襲をかけることとなった、彰彦は木島をカーチェイスの末に山道に追い詰める。ぶつけ合いのカーチェイスの末、四駆に切り替えれる彰彦の車とは逆に前輪駆動のみの木島の車がスタックした隙を突き、木島の車を山道の崖下に突き落とし、全治6ヶ月の重傷を負わせて復讐に成功した。ラスト、カーラジオで木島の事故が脇見運転扱いで報道されるのを聞きながら彰彦は今は亡き真紀に思いを馳せながら車を走らせるシーンで物語は終了する。

## 撮影場所
- 甲州街道（国道20号）が舞台であることから、山梨県の石和温泉から甲府にかけて撮影されている。
- 電車と踏切のシーンは「身延線」であり、電車列車では165系急行富士川（現在の373系特急ふじかわ）が登場する。また、踏切警報機は電子発振音でなく、昔ながらの電鈴で鳴らされていた。

## キャスト
- 早田彰彦 - 郷ひろみ
- 早田真紀 - 松坂慶子
- 平岩和子 - 森下愛子
- 木島巧 - 地井武男
- 細井 - 河原崎長一郎
- モモ子 - 一氏ゆかり
- パブのマスター - 木村元
- 竹下 - 青木卓司
- 試験官 - 吉田豊明

## 同時上映
『オレンジロード急行』
- 主演：嵐寛寿郎／監督・脚本：大森一樹